# Naxidia
Naxidia là một chi bướm đêm thuộc họ Geometridae.

## Các loài
- Naxidia glaphyra Wehrli, 1931
- Naxidia hypocyrta Wehrli, 1931
- Naxidia irrorata (Moore, 1888)
- Naxidia maculata (Butler, 1879)
- Naxidia nudariata (Poujade, 1895)
- Naxidia punctata (Butler, 1880)
- Naxidia roseni Wehrli, 1931
- Naxidia semiobscura Inoue, 1955